# 光叶巴东过路黄
光叶巴东过路黄（学名：Lysimachia patungensis f. glabrifolia）为报春花科珍珠菜属巴东过路黄下的一个变型。

## 扩展阅读
- 維基物種上的相關：光叶巴东过路黄